# Wojciech Zaremba
Wojciech Zaremba (nacido el 30 de noviembre de 1988) es un informático polaco, miembro del equipo fundador de OpenAI (2016-presente), donde dirige los equipos de investigación y lenguaje Codex. Los equipos trabajan activamente en la IA que escribe código informático y en la creación de sucesores de GPT-3 respectivamente.

## Primeros años
Zaremba nació en Kluczbork (Polonia). Desde muy joven, ganó concursos y premios locales de matemáticas, informática, química y física. En 2007, Zaremba representó a Polonia en la Olimpiada Internacional de Matemáticas de Vietnam y obtuvo una medalla de plata.
Zaremba estudió en la Universidad de Varsovia y en la École Polytechnique matemáticas e informática, y se graduó en 2013 con dos másteres en matemáticas. A continuación, comenzó su doctorado en la Universidad de Nueva York (NYU) en aprendizaje profundo bajo la supervisión de Yann LeCun y Rob Fergus. Zaremba se graduó y recibió su doctorado en 2016.

## Carrera profesional
Durante sus estudios de licenciatura, pasó un tiempo en NVIDIA en la era previa al aprendizaje profundo (2008). Su doctorado se dividió entre Google Brain, donde pasó un año, y Facebook Artificial Intelligence Research, donde pasó otro año.
Durante su estancia en Google, fue coautor de un trabajo sobre ejemplos adversariales para redes neuronales. Este resultado creó el campo de los ataques adversariales a redes neuronales.
Su doctorado se centra en el emparejamiento de las capacidades de las redes neuronales con la potencia algorítmica de los ordenadores programables.
En 2015, Zaremba se convirtió en uno de los cofundadores de OpenAI, una empresa de investigación en inteligencia artificial (IA). Su objetivo es crear una inteligencia artificial segura. En OpenAl, Zaremba trabaja como director de investigación robótica. Zaremba forma parte del consejo asesor de Growbots, una empresa emergente de Silicon Valley cuyo objetivo es automatizar los procesos de venta mediante el aprendizaje automático y la inteligencia artificial.

## Honores y premios
- Incluido entre los polacos menores de 30 años más influyentes, edición polaca de la revista Forbes 2017[20]

- Google Fellowship 2015[21]

- Medalla de plata en la 48ª Olimpiada Internacional de Matemáticas, Vietnam[6]